# Josef Landau
Josef Landau (auch Józef Landau geschrieben; * 29. April 1877 in Lodz; † 12. Februar 1944 bei Warschau) war ein polnischer Chemiker und Industrieller.

## Leben und Tätigkeit
Landau war ein Sohn des Kaufmanns Salomon Landau. Nach dem Besuch der Privat-Elementarschule (1886–1887) trat Landau im Oktober 1887 in die Lodzer Höhere Gewerbeschule ein, die er im Juli 1894 mit dem Reifezeugnis verließ. Im Oktober 1894 begann er mit dem Studium an der Königlichen Technischen Hochschule in Berlin, an der er im Oktober 1896 die Diplom-Vor- und im November 1898 die Diplom-Hauptprüfung bestand.
Von Ostern 1899 an war Landau an der Friedrich-Wilhelms-Universität in Berlin immatrikuliert, an der er seine chemischen und naturwissenschaftlichen Studien fortsetzte. Er promovierte mit einer Arbeit über die Ester und Indonabkömmlinge der Cochenillesäure sowie über einige Indonderivate aus der Hemipinsäure. Seine Promotionsprüfung bestand er am 1. November 1900.
In der Zeit zwischen den Weltkriegen war Landau Präsident des Verbandes der Polnischen Chemischen Industrie und Direktor von vier chemischen Fabriken, insbesondere der Strem-Werke in Warschau. Diese produzierten Dünger, Pharmazeutika und andere organische Produkte. Außerdem gehörte er dem Rat der Polnischen Chemischen Gesellschaft an.
Nach dem Ausbruch des Zweiten Weltkrieges wurde er vom Reichssicherheitshauptamt – irrtümlich? – als Mitglied der polnischen Exilregierung in London identifiziert und für den Fall einer erfolgreichen Invasion der britischen Insel durch die Wehrmacht auf die Sonderfahndungsliste G.B. gesetzt, ein Verzeichnis von Personen, die von den Besatzungstruppen folgenden Sonderkommandos der SS mit besonderer Priorität ausfindig gemacht und verhaftet werden sollten. Gegen eine Flucht Landaus nach Großbritannien und Tätigkeit in der Exilregierung spricht, dass er sich einer anderen Quelle zufolge 1944 in Polen aufhielt und im Februar 1944 zusammen mit seiner Familie von den Besatzern erschossen wurde.

## Schriften
- Über die Ester und Indonabkömmlinge der Cochenillesäure sowie über einige Indonderivate aus der Hemipinsäure, 1900. (Dissertation)